# Eulàlia (planta)
L'eulàlia (Miscanthus sinensis) és una espècie de planta de la família de les poàcies originària de l'Àsia oriental (Xina, Corea i Japó).

## Descripció
És una herbàcia perenne que pot arribar fins a 0,8 a 2 m (rarament 4 m) d'alçada i forma denses mates amb rizomes subterranis. Les fulles fan de 18 a 75 cm de longitud i de 0,3 a 2 cm d'ample. Les flors són porpres i queden a sota del fullatge.

### Cultiu i usos
És molt cultivada com a planta ornamental en regions temperades. En parts de Nord-amèrica constitueix una planta invasora.
Se n'han seleccionat cultivars, incloent-hi 'Stricta', amb un hàbit de creixement angost, 'Variegata', amb marges blancs, i 'Zebrina', amb ratlles horitzontals grogues i verdes a les fulles.

## Sinònims
| - Erianthus japonicus (Trin.) P.Beauv. - Eulalia japonica Trin. - Eulalia japonica var. gracillima (Hitchc.) Grier - Miscanthus condensatus Hack. - Miscanthus flavidus Honda - Miscanthus japonicus (Trin.) Andersson | - Miscanthus kanehirae Honda - Miscanthus purpurascens Andersson - Miscanthus transmorrisonensis Hayata - Ripidium japonicum (Trin.) Trin. - Saccharum japonicum Houtt. - Xiphagrostis japonicus (Trin.) Coville |

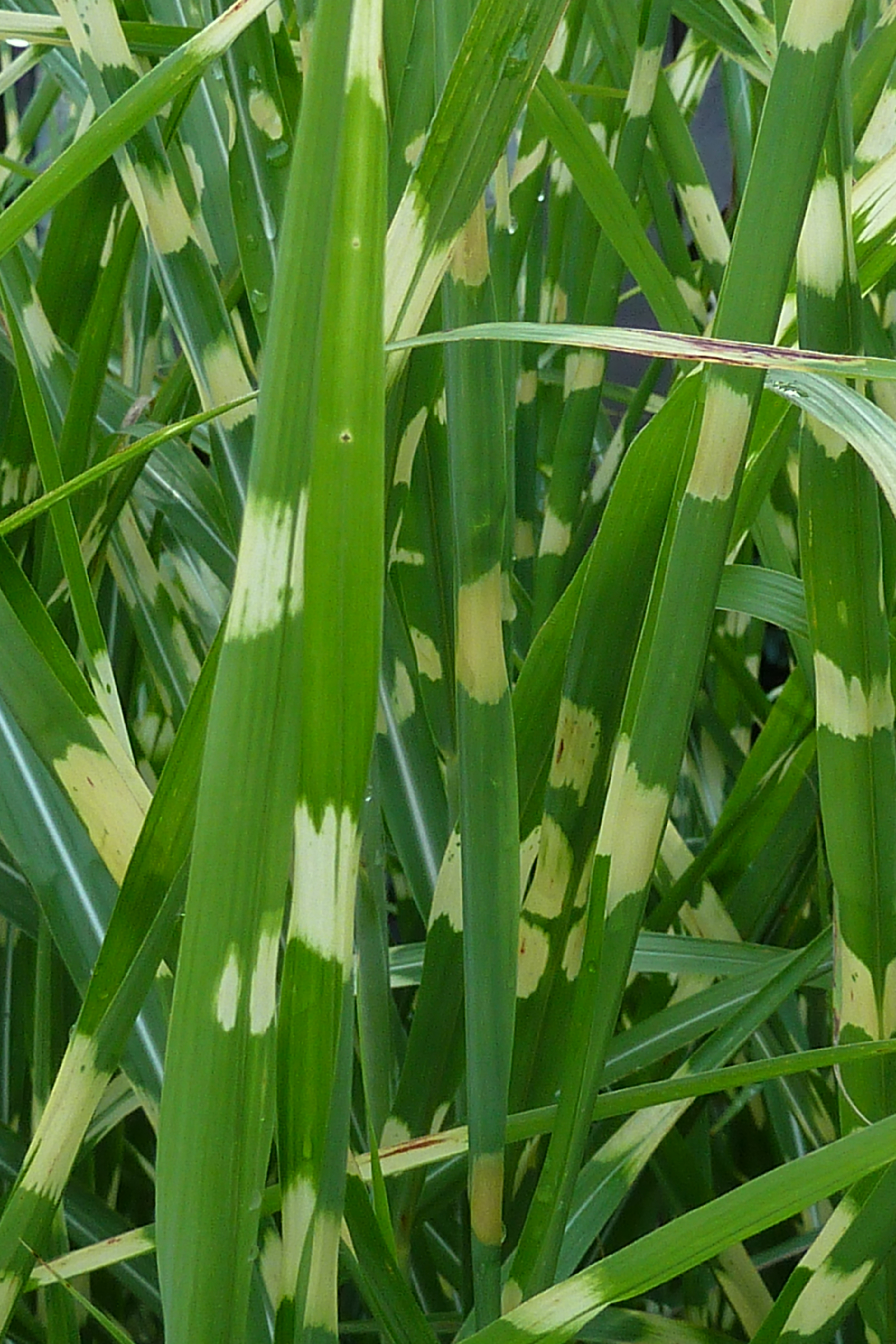
Miscanthus sinensis 'Strictus'
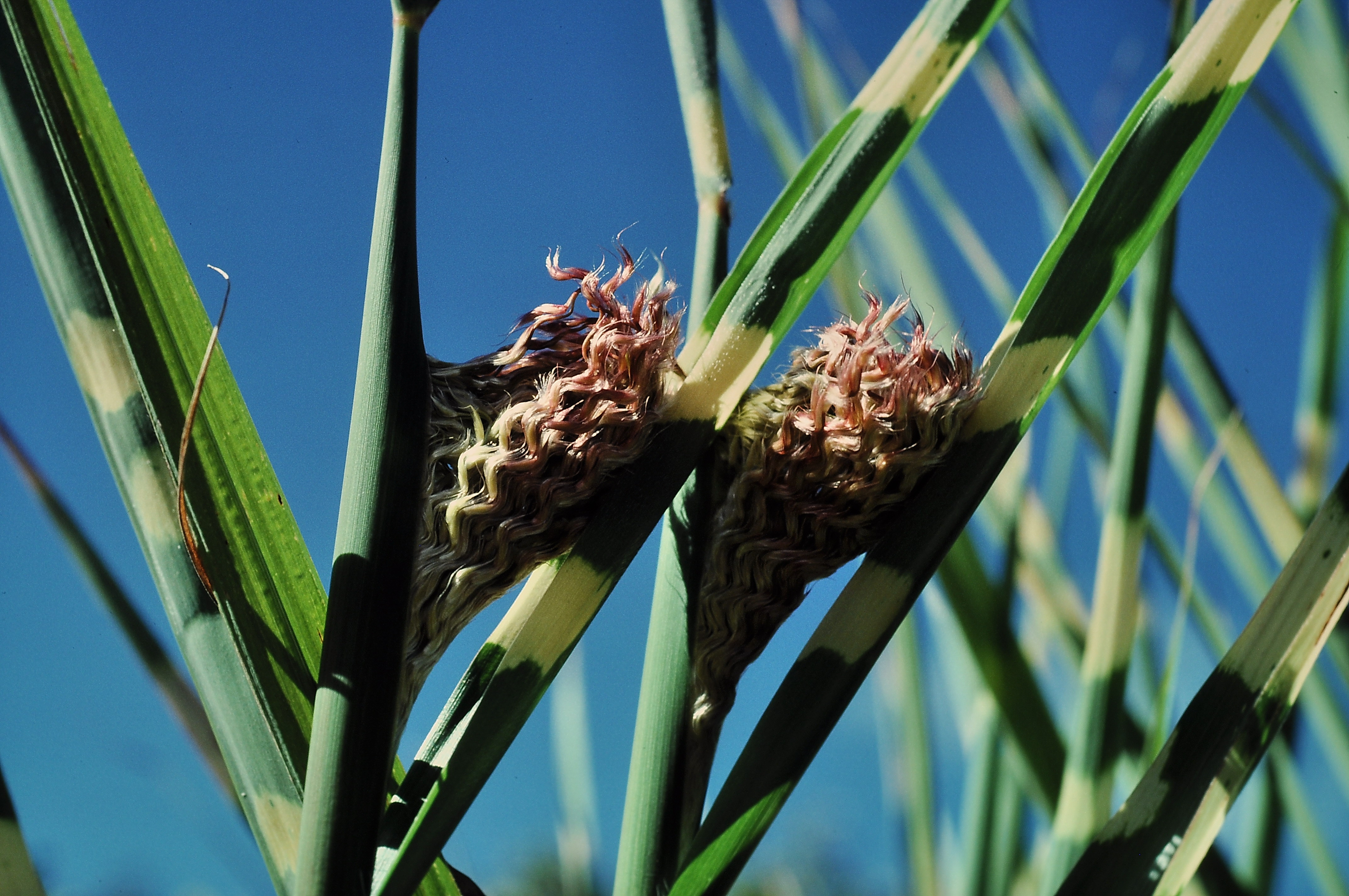
Miscanthus sinensis 'Strictus', flor
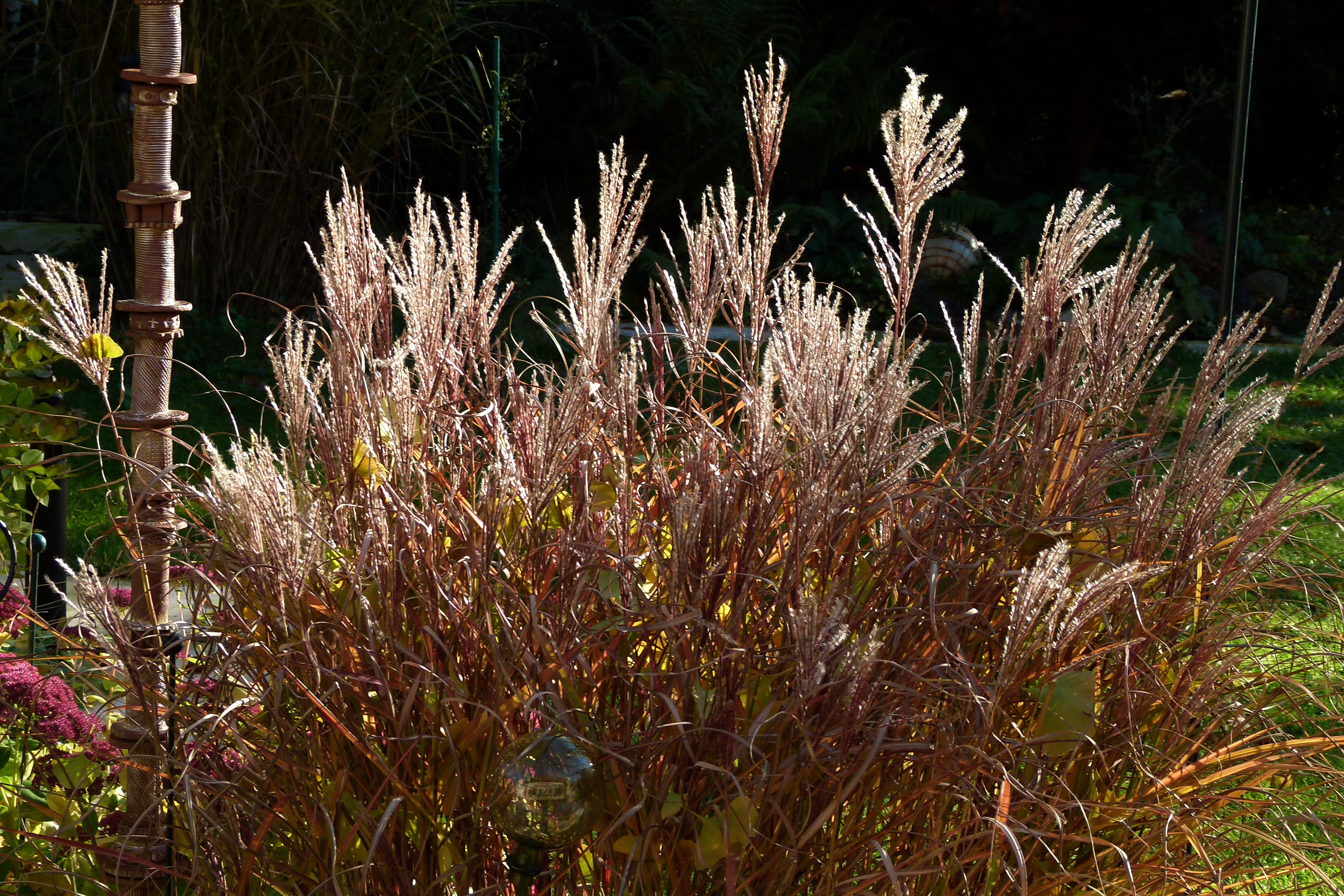
Miscanthus sinensis 'Ferner Osten'
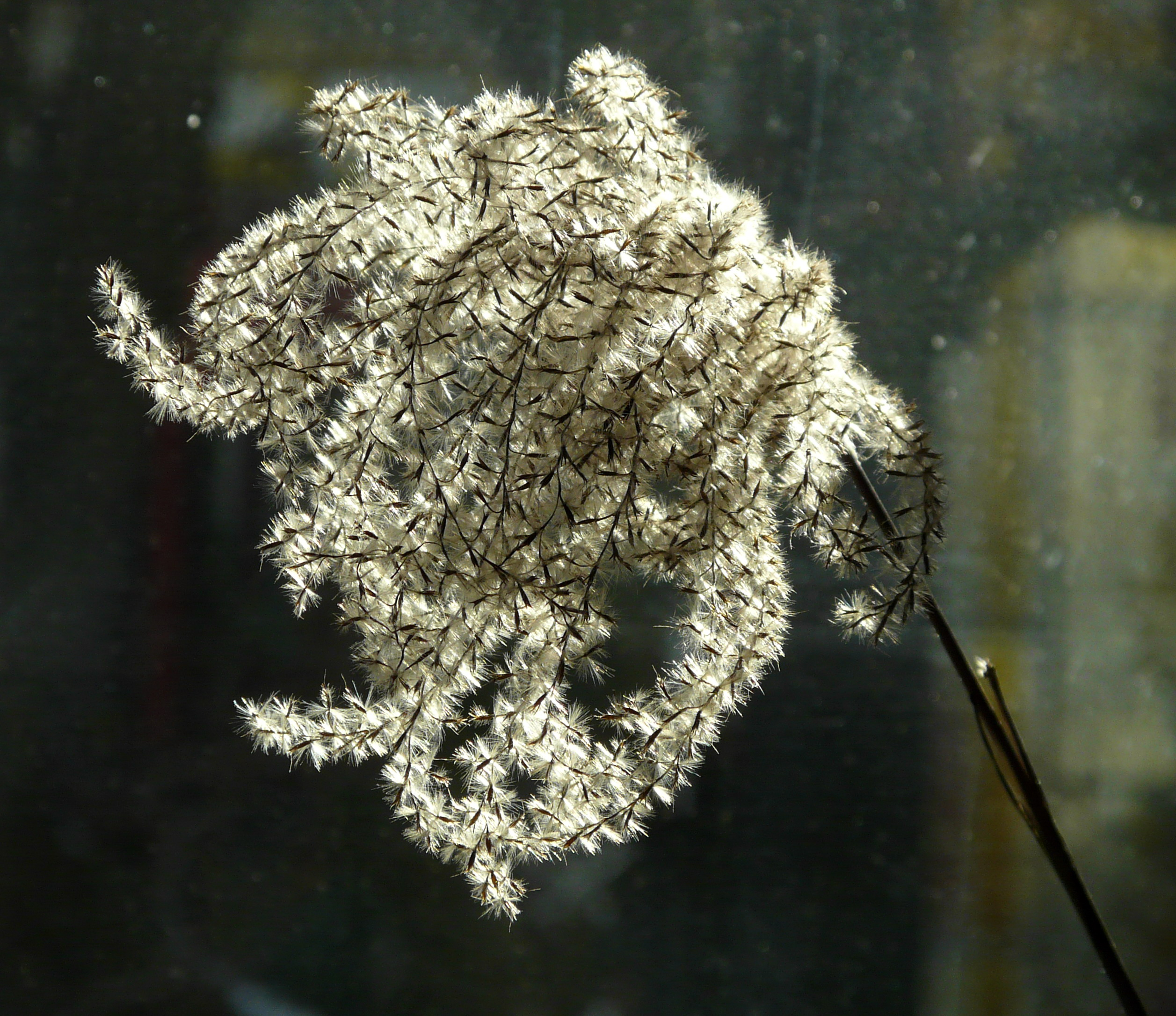
Miscanthus sinensis 'Malepartus', flor